# Verrückt nach dir
Verrückt nach dir (Originaltitel: Mad About You) ist eine von 1992 bis 1999 in sieben Staffeln von Paul Reiser und Danny Jacobson produzierte Comedyserie. Ihre Handlung wurde 2019 in einer von Peter Tolan produzierten achten Staffel weitererzählt.

## Handlung
Die Serie handelt von Jamie und Paul Buchman, einem Paar, das mit ihrem Hund Murray in Manhattan lebt. Paul ist Dokumentarfilmer, Jamie ist im Public-Relations-Bereich tätig.
Die Serie beschreibt die Höhen und Tiefen des Zusammenlebens des frisch verheirateten Paares, von alltäglichen Kleinigkeiten bis hin zur ausgewachsenen Ehekrise. Gegen Ende der Serie wird Pauls und Jamies gemeinsame Tochter Mabel geboren.
Rund zwanzig Jahre später haben sie mit einem leeren Nest zu kämpfen, nachdem sie ihre nur schwer im Zaum zu haltende Tochter Mabel am College abgeliefert haben. Wieder wird das moderne Eheleben durch die Augen von Paul und Jamie Buchman beleuchtet.

## Besetzung

### Hauptbesetzung
| Rolle                 | Schauspieler                                                      | Synchronsprecher | Staffel  |
| --------------------- | ----------------------------------------------------------------- | ---------------- | -------- |
| Paul Buchman          | Paul Reiser                                                       | Volker Brandt    | 1–8      |
| Jamie Stemple Buchman | Helen Hunt                                                        | Madeleine Stolze | 1–8      |
| Lisa Stemple          | Anne Ramsay                                                       | Marietta Meade   | 1–5, 7–8 |
| Mark Devanow          | Richard Kind                                                      | Lambert Hamel    | 1–5, 7–8 |
| Fran Devanow          | Leila Kenzle                                                      | Dagmar Heller    | 1–7      |
| Ira Buchman           | John Pankow                                                       | Tommi Piper      | 1–8      |
| Sylvia Buchman        | Cynthia Harris                                                    |                  | 2–8      |
| Burt Buchman          | Louis Zorich                                                      |                  | 1–7      |
| Mabel Buchman         | u. a. Meredith Bishop, Cara DeLizia, Janeane Garofalo, Abby Quinn |                  | 6–8      |

### Gaststars
| - Al Gore - Andre Agassi - John Astin - Billy Joel - Brent Spiner - Bruce Willis - Carl Reiner - Christie Brinkley - Cyndi Lauper - Dan Castellaneta - Ellen DeGeneres - Eric Stoltz - Estelle Getty | - Gates McFadden - Garth Brooks - Hank Azaria - Jerry Lewis - Kevin Bacon - Kim Hunter - Larry Miller - Lisa Kudrow - Mel Brooks - Michael Moore - Michael Richards - Mark McGwire | - Nathan Lane - Patrick Ewing - Patrick Warburton - Regis Philbin - Robin Bartlett - Seth Green - Sid Caesar - Steve Buscemi - Steven Wright - Suzie Plakson - Yoko Ono - Lyle Lovett - James Lesure |

## Ausstrahlung

### In den USA
Die ersten sieben Staffeln der Serie liefen von 1992 bis 1999 auf dem US-Network NBC.
Die achte Staffel wurde 2019 unter der Marke Spectrum des Fernsehanbieters Charter Communications zum Streaming bereitgestellt. Dies geschah in zwei Blöcken aus je sechs Episoden, die am 20. November und am 18. Dezember 2019 veröffentlicht wurden.
Die ersten sieben Staffeln wurden beim Kabelsender Starz wiederholt. Ab Dezember 2020 waren alle acht Staffeln bei Amazon Prime streambar.
In den USA erschien 2016 eine DVD-Box mit allen Folgen.

#### US-Reichweite der fernsehenden Bevölkerung
- Staffel 1 (1992–93): #54 (10,18 % Nielsen rating)
- Staffel 2 (1993–94): #31 (12,69 % Nielsen rating)
- Staffel 3 (1994–95): #11 (15,2 % Nielsen rating)
- Staffel 4 (1995–96): #37 (10,8 % Nielsen rating)
- Staffel 5 (1996–97): #24 (11,0 % Nielsen rating)
- Staffel 6 (1997–98): #32 (13,4 Millionen Zuschauer)
- Staffel 7 (1998–99): #85 (9,1 Millionen Zuschauer)

### In Deutschland
In Deutschland lief die Serie im Nachtprogramm bei RTL und VOX und später in der Abendsparte des Kindersenders NICK, das bis zur Einstellung der Comedy-Sparte nachts NICK Comedy hieß.
Ab 15. Januar 2007 wurden die ersten vier Staffeln auf dem damals neuen Sender Comedy Central Deutschland ausgestrahlt.
Ab 2010 liefen alle Staffeln bei Sat.1 Comedy. Ab Dezember 2010 zeigte EinsFestival wöchentlich vier Folgen.
Auf DVD ist mit Verrückt nach Dir – Collection (eine kommentierte Sammlung der 22 Lieblingsepisoden der beiden Hauptdarsteller) sowie der kompletten ersten und zweiten Staffel bisher nur ein geringer Teil des Materials veröffentlicht worden.
Auf welchem Weg die achte Staffel in Deutschland zu sehen ist, ist nicht bekannt.

## Episodenliste

### Staffel 1
| Nummer | Deutscher Titel                | Ausstrahlung Österreich | Ausstrahlung Deutschland | Original-Titel            | Ausstrahlung U.S./Kanada |
| ------ | ------------------------------ | ----------------------- | ------------------------ | ------------------------- | ------------------------ |
| 101    | Der Anfang vom Ende            | 7. Jan. 1996            | 19. Sep. 1997            | Romantic Improvisations   | 23. Sep. 1992            |
| 102    | Die Couch                      | 28. Jan. 1996           | 26. Sep. 1997            | Sofa’s Choice             | 30. Sep. 1992            |
| 103    | Sonntag, blöder Sonntag        | 21. Jan. 1996           | 10. Okt. 1997            | Sunday Times              | 7. Okt. 1992             |
| 104    | Erinnerungen                   | 14. Jan. 1996           | 17. Okt. 1997            | Out of the Past           | 14. Okt. 1992            |
| 105    | Familienbesuch                 | 25. Feb. 1996           | 24. Okt. 1997            | Paul in the Family        | 21. Okt. 1992            |
| 106    | Jamies glücklichster Tag       | 11. Feb. 1996           | 7. Nov. 1997             | I’m Just So Happy For You | 28. Okt. 1992            |
| 107    | Der Studienfreund              | 3. März 1996            | 14. Nov. 1997            | Token Friend              | 4. Nov. 1992             |
| 108    | Die Junggesellenbude           | 17. März 1996           | 21. Nov. 1997            | The Apartment             | 11. Nov. 1992            |
| 109    | Besuch bei den Schwiegereltern | 14. Apr. 1996           | 28. Nov. 1997            | Riding Backwards          | 18. Nov. 1992            |
| 110    | Hallo Nachbar!                 | 24. März 1996           | 5. Dez. 1997             | Neighbors from Hell       | 25. Nov. 1992            |
| 111    | Zwei in einer großen Stadt     | 28. Apr. 1996           | 12. Dez. 1997            | Met Someone               | 16. Dez. 1992            |
| 112    | Paul in Nöten                  | 10. März 1996           | 19. Dez. 1997            | Maid About You            | 6. Jan. 1993             |
| 113    | Partner                        | 22. Apr. 1996           | 2. Jan. 1998             | Togetherness              | 13. Jan. 1993            |
| 114    | Mal entspannen                 | 12. Mai 1996            | 9. Jan. 1998             | Weekend Getaway           | 27. Jan. 1993            |
| 115    | Der Seitensprung               | 5. Mai 1996             | 16. Jan. 1998            | The Wedding Affair        | 6. Feb. 1993             |
| 116    | Valentinstag                   | 1. Mai 1996             | 23. Jan. 1998            | Love Among the Tiles      | 13. Feb. 1993            |
| 117    | Ein Freund der Familie         | 27. Mai 1996            | 30. Jan. 1998            | The Billionaire           | 20. Feb. 1993            |
| 118    | Vater ist auf Besuch           | 2. Juni 1996            | 6. Feb. 1998             | The Man Who Said Hello    | 27. Feb. 1993            |
| 119    | Schwestern                     | 19. Mai 1996            | 13. Feb. 1998            | Swept Away                | 30. Apr. 1993            |
| 120    | Der Star im Haus               | 6. Juni 1996            | 20. Feb. 1998            | The Spy Who Loved Me      | 8. Mai 1993              |
| 121    | Eheprobleme                    | 4. Aug. 1996            | 27. Feb. 1998            | The Painter               | 15. Mai 1993             |
| 122    | Der Hochzeitstag               | 14. Juli 1996           | 6. März 1998             | Happy Anniversary         | 22. Mai 1993             |

### Staffel 2
| Nummer | Deutscher Titel                | Ausstrahlung Österreich | Ausstrahlung Deutschland | Original-Titel               | Ausstrahlung U.S./Kanada |
| ------ | ------------------------------ | ----------------------- | ------------------------ | ---------------------------- | ------------------------ |
| 201    | Gestörte Liebesnacht           | 11. Aug. 1996           | 27. März 1998            | Bing Bang Boom               | 23. Sep. 1993            |
| 202    | Murray’s Doppelgänger          | 18. Aug. 1996           | 20. März 1998            | Murray’s Tale                | 16. Sep. 1993            |
| 203    | Bettgenossen                   | 25. Aug. 1996           | 3. Apr. 1998             | Bedfellows                   | 30. Sep. 1993            |
| 204    | Wo sind meine Haare?           | 8. Sep. 1996            | 24. Apr. 1998            | So I Married a Hair Murderer | 14. Okt. 1993            |
| 205    | Mit der Arbeit verheiratet     | 1. Sep. 1996            | 17. Apr. 1998            | Married to the Job           | 7. Okt. 1993             |
| 206    | Übersinnliches                 | 17. Sep. 1996           | 15. Mai 1998             | Natural History              | 4. Nov. 1993             |
| 207    | Das Wunschkind                 | 1. Okt. 1996            | 8. Mai 1998              | The Unplanned Child          | 28. Okt. 1993            |
| 208    | Was mach’ ich mit meinem Leben | 15. Okt. 1996           | 1. Juli 1998             | It’s a Wrap                  | 2. Dez. 1993             |
| 209    | Auf ins nächste Jahrzehnt      | 22. Okt. 1996           | 22. Mai 1998             | Surprise                     | 11. Nov. 1993            |
| 210    | Alles kostenlos                | 5. Nov. 1996            | 30. Juni 1998            | A Pair Of Hearts             | 18. Nov. 1993            |
| 211    | Edna und Stella                | 12. Nov. 1996           | 2. Juli 1998             | Destructive Criticism        | 9. Dez. 1993             |
| 212    | Der Namensvetter               | 19. Nov. 1996           | 3. Juli 1998             | Paul is Dead                 | 6. Jan. 1994             |
| 213    | Nächste Woche, selbe Zeit      | 26. Nov. 1996           | 7. Juli 1998             | Same Time Next Week          | 13. Jan. 1994            |
| 214    | Geheimnisse                    | 3. Dez. 1996            | 8. Juli 1998             | The Late Show                | 27. Jan. 1994            |
| 215    | Die geklaute Bluse             | 10. Dez. 1996           | 14. Juli 1998            | Instant Karma                | 14. Feb. 1994            |
| 216    | Die totale Zukunft             | 17. Dez. 1996           | 9. Juli 1998             | Virtual Reality              | 3. Feb. 1994             |
| 217    | Das Video                      | 7. Jan. 1997            | 15. Juli 1998            | The Tape                     | 24. Feb. 1994            |
| 218    | Kalte Füße                     | 14. Jan. 1997           | 10. Juli 1998            | Cold Feet                    | 10. Feb. 1994            |
| 219    | Liebesbriefe                   | 21. Jan. 1997           | 16. Juli 1998            | Love Letters                 | 10. März 1994            |
| 220    | Krieg der Mütter               | 28. Jan. 1997           | 17. Juli 1998            | The Last Scampi              | 7. Apr. 1994             |
| 221    | Späte Träume                   | 18. Feb. 1997           | 22. Juli 1998            | Storms We Cannot Weather     | 5. Mai 1994              |
| 222    | In letzter Sekunde             | 4. März 1997            | 21. Juli 1998            | Disorientation               | 28. Apr. 1994            |
| 223    | Der Ehering (1)                | 11. März 1997           | 24. Juli 1998            | With This Ring (1)           | 19. Mai 1994             |
| 224    | Der Ehering (2)                | 18. März 1997           | 28. Juli 1998            | With This Ring (3)           | 19. Mai 1994             |
| 225    | Schlafstörungen                | 25. März 1997           | 23. Juli 1998            | The Painter                  | 12. Mai 1994             |

### Staffel 3
| Nummer | Deutscher Titel              | Ausstrahlung Österreich | Ausstrahlung Deutschland | Original-Titel           | Ausstrahlung U.S./Kanada |
| ------ | ---------------------------- | ----------------------- | ------------------------ | ------------------------ | ------------------------ |
| 301    | Hitze                        | –                       | 29. Juli 1998            | Escape from New York     | 22. Sep. 1994            |
| 302    | Unser Heim                   | –                       | 30. Juli 1998            | Home                     | 29. Sep. 1994            |
| 303    | Onkel Van ist immer dabei    | –                       | 31. Juli 1998            | Till Death Do Us Part    | 6. Okt. 1994             |
| 304    | Die Brille                   | –                       | 4. Aug. 1998             | When I’m Sixty-Four      | 13. Okt. 1994            |
| 305    | Geld muß her                 | –                       | 5. Aug. 1998             | Legacy                   | 20. Okt. 1994            |
| 306    | Die Schwarzseher             | –                       | 6. Aug. 1998             | Pandora’s Box            | 3. Nov. 1994             |
| 307    | Die Taxifahrt                | –                       | 7. Aug. 1998             | The Ride Home            | 10. Nov. 1994            |
| 308    | Die Truthahnkrise            | –                       | 11. Aug. 1998            | Giblets For Murray       | 17. Nov. 1994            |
| 309    | Noch mal mit Gefühl          | –                       | 12. Aug. 1998            | Once More With Feeling   | 8. Dez. 1994             |
| 310    | Die Geheimnisse von New York | –                       | 13. Aug. 1998            | The City                 | 15. Dez. 1994            |
| 311    | Das ist unser Leben          | –                       | 14. Aug. 1998            | Our Fifteen Minutes      | 5. Jan. 1995             |
| 312    | Mein Hund                    | –                       | 21. Aug. 1998            | Just My Dog              | 9. Feb. 1995             |
| 313    | Casanova Paul                | –                       | 18. Aug. 1998            | How To Fall In Love      | 19. Jan. 1995            |
| 314    | Verrückt Nach Dir (1)        | –                       | 19. Aug. 1998            | Mad About You (1)        | 2. Feb. 1995             |
| 315    | Verrückt Nach Dir (2)        | –                       | 20. Aug. 1998            | Mad About You (2)        | 2. Feb. 1995             |
| 316    | Mitspracherecht              | –                       | 25. Aug. 1998            | The Alan Brady Show      | 16. Feb. 1995            |
| 317    | Der Strohwitwer              | –                       | 26. Aug. 1998            | Mad Without You          | 23. Feb. 1995            |
| 318    | Nicht ohne Paß               | –                       | 27. Aug. 1998            | Purseona                 | 9. März 1995             |
| 319    | Zweimal Paradies und zurück  | –                       | 28. Aug. 1998            | Two Tickets To Paradise  | 30. März 1995            |
| 320    | Pizza um fünf                | –                       | 3. Sep. 1998             | My Boyfriend’s Back!     | 11. Mai 1995             |
| 321    | Alle Jahre wieder            | –                       | 2. Sep. 1998             | Cake Fear                | 4. Mai 1995              |
| 322    | Schall und Rauch (1)         | –                       | 4. Sep. 1998             | Up In Smoke (1)          | 18. Mai 1995             |
| 323    | Die Gräfin aus Luxemburg     | –                       | 1. Sep. 1998             | Money Changes Everything | 27. Apr. 1995            |
| 324    | Schall und Rauch (2)         | –                       | 8. Sep. 1998             | Up In Smoke (2)          | 18. Mai 1995             |
| 325    | Passen wir zusammen?         | –                       | 11. Sep. 1998            | The Test                 | 8. Okt. 1995             |

### Staffel 4
| Nummer | Deutscher Titel          | Ausstrahlung Österreich | Ausstrahlung Deutschland | Original-Titel                             | Ausstrahlung U.S./Kanada |
| ------ | ------------------------ | ----------------------- | ------------------------ | ------------------------------------------ | ------------------------ |
| 401    | Der Schwangerschaftstest | –                       | 9. Sep. 1998             | New Sleep-walking PLUS                     | 24. Sep. 1995            |
| 402    | Der Parkplatz            | –                       | 10. Sep. 1998            | The Parking Space                          | 1. Okt. 1995             |
| 403    | Schwiegermütter          | –                       | 15. Sep. 1998            | The Good, the Bad and the Not-So-Appealing | 29. Okt. 1995            |
| 404    | So geht’s nicht          | –                       | 17. Sep. 1998            | I Don’t See It                             | 5. Nov. 1995             |
| 405    | In den Wind gefilmt      | –                       | 18. Sep. 1998            | Yoko Said                                  | 12. Nov. 1995            |
| 406    | Ein Engel für Murray     | –                       | 22. Sep. 1998            | An Angel For Murray                        | 19. Nov. 1995            |
| 407    | Lügen haben kurze Beine  | –                       | 23. Sep. 1998            | The Couple                                 | 26. Nov. 1995            |
| 408    | Silvester mal anders     | –                       | 24. Sep. 1998            | New Year’s Eve                             | 17. Dez. 1995            |
| 409    | Der Tag des Eisprunges   | –                       | 25. Sep. 1998            | Ovulation Day                              | 7. Jan. 1996             |
| 410    | Die Rückenschmerzen      | –                       | 29. Sep. 1998            | Get Back                                   | 14. Jan. 1996            |
| 411    | Alpträume                | –                       | 1. Okt. 1998             | Dream Weaver                               | 4. Feb. 1996             |
| 412    | Alle hassen mich         | –                       | 8. Okt. 1998             | Everybody Hates Me                         | 10. März 1996            |
| 413    | Heiß und kalt            | –                       | 6. Okt. 1998             | Hot and Cold                               | 18. Feb. 1996            |
| 414    | Das Wundermittel         | –                       | 7. Okt. 1998             | Fertility                                  | 25. Feb. 1996            |
| 415    | Tu mir einen Gefallen    | –                       | 9. Okt. 1998             | Do Me A Favor                              | 17. März 1996            |
| 416    | Gewissensbisse           | –                       | 13. Okt. 1998            | The Glue People                            | 24. März 1996            |
| 417    | Peinliche Geschäfte      | –                       | 14. Okt. 1998            | The Sample                                 | 31. März 1996            |
| 418    | Jamie will es wissen     | –                       | 15. Okt. 1998            | The Procedure                              | 14. Apr. 1996            |
| 419    | Unkraut                  | –                       | 16. Okt. 1998            | The Weed                                   | 21. Apr. 1996            |
| 420    | Und der Gewinner ist...  | –                       | 20. Okt. 1998            | The Award                                  | 28. Apr. 1996            |
| 421    | Das Finale (1)           | –                       | 22. Okt. 1998            | The Finale (1)                             | 5. Mai 1996              |
| 422    | Das Finale (2)           | –                       | 23. Okt. 1998            | The Finale (2)                             | 19. Mai 1996             |
| 423    | Das Finale (3)           | –                       | 27. Okt. 1998            | The Finale (3)                             | 19. Mai 1996             |

### Staffel 5
| Nummer | Deutscher Titel            | Ausstrahlung Österreich | Ausstrahlung Deutschland | Original-Titel                | Ausstrahlung U.S./Kanada |
| ------ | -------------------------- | ----------------------- | ------------------------ | ----------------------------- | ------------------------ |
| 501    | Dr. Wundervoll             | –                       | 28. Okt. 1998            | Dr. Wonderful                 | 17. Sep. 1996            |
| 502    | Ein Nachmittag in Brooklyn | –                       | 29. Okt. 1998            | The Grant                     | 26. Sep. 1996            |
| 503    | Die Therapie               | –                       | 30. Okt. 1998            | Therapy                       | 15. Okt. 1996            |
| 504    | Jamies Eltern              | –                       | 6. Nov. 1998             | Jamie’s Parents               | 12. Nov. 1996            |
| 505    | Die Privat-Oase            | –                       | 12. Nov. 1998            | The Gym                       | 17. Dez. 1997            |
| 506    | Szenen einer Ehe           | –                       | 3. Nov. 1998             | The Clip Show                 | 22. Okt. 1996            |
| 507    | Die alte Wohnung           | –                       | 5. Nov. 1998             | Burt’s Building               | 29. Okt. 1996            |
| 508    | Schon gehört?              | –                       | 10. Nov. 1998            | Outbreak                      | 19. Nov. 1996            |
| 509    | Probesprechen              | –                       | 13. Nov. 1998            | Chicken Man                   | 7. Jan. 1997             |
| 510    | Zweiter Frühling im Winter | –                       | 11. Nov. 1998            | Every Good Boy Deserves Fudge | 26. Nov. 1997            |
| 511    | Der Geigenvirtuose         | –                       | 17. Nov. 1998            | The Recital                   | 14. Jan. 1997            |
| 512    | Der Handwerker             | –                       | 18. Nov. 1998            | The Handyman                  | 21. Jan. 1997            |
| 513    | Marty’s letzte Worte       | –                       | 5. Jan. 1999             | Citizen Buchman               | 18. Feb. 1997            |
| 514    | Junge oder Mädchen?        | –                       | 19. Nov. 1998            | The Penis                     | 11. Feb. 1997            |
| 515    | Es steht in den Sternen    | –                       | 7. Jan. 1999             | Astrology                     | 24. Feb. 1997            |
| 516    | Unter Männern              | –                       | 8. Jan. 1999             | On The Road                   | 18. März 1997            |
| 517    | Hausboy Coco               | –                       | 6. Jan. 1999             | Her Houseboy, Coco            | 25. Feb. 1997            |
| 518    | Der Kakadu                 | –                       | 12. Jan. 1999            | The Cockatoo                  | 1. Apr. 1997             |
| 519    | Der Löffelstreit           | –                       | 14. Jan. 1999            | Dry Run                       | 22. Apr. 1997            |
| 520    | Eine herbe Enttäuschung    | –                       | 15. Jan. 1999            | Guardianhood                  | 6. Mai 1997              |
| 521    | Die Bettenschlacht         | –                       | 19. Jan. 1999            | The Feud                      | 13. Mai 1997             |
| 522    | Kalter Kaffee              | –                       | 13. Jan. 1999            | The Touching Game             | 15. Apr. 1997            |
| 523    | Eine schwere Geburt (1)    | –                       | 20. Jan. 1999            | The Birth (Part 1)            | 20. Mai 1997             |
| 524    | Eine schwere Geburt (2)    | –                       | 21. Jan. 1999            | The Birth (Part 2)            | 20. Mai 1997             |

### Staffel 6
| Nummer | Deutscher Titel          | Ausstrahlung Österreich | Ausstrahlung Deutschland | Original-Titel             | Ausstrahlung U.S./Kanada |
| ------ | ------------------------ | ----------------------- | ------------------------ | -------------------------- | ------------------------ |
| 601    | Mütter unter sich        | –                       | 22. Jan. 1999            | Coming Home                | 23. Sep. 1997            |
| 602    | Briefe an Mabel          | –                       | 26. Jan. 1999            | Letters to Mabel           | 30. Sep. 1997            |
| 603    | Das Sorgenkind           | –                       | 27. Jan. 1999            | Speed Baby                 | 28. Okt. 1997            |
| 604    | Piratengeschichten       | –                       | 29. Jan. 1999            | Moody Blues                | 11. Nov. 1997            |
| 605    | Shopping mit Onkel Phil  | –                       | 28. Jan. 1999            | Uncle Phil and the Coupons | 4. Nov. 1997             |
| 606    | Hokuspokus               | –                       | 2. Feb. 1999             | The Magic Pants            | 18. Nov. 1997            |
| 607    | Die Sexkrise             | –                       | 3. Feb. 1999             | Le Sex Show                | 25. Nov. 1997            |
| 608    | Ein seltsames Paar       | –                       | 4. Feb. 1999             | The New Friend             | 9. Dez. 1997             |
| 609    | Gute Nacht, Mabel        | –                       | 5. Feb. 1999             | The Conversation           | 16. Dez. 1997            |
| 610    | Das Flaschenkind         | –                       | 9. Feb. 1999             | Breastfeeding              | 6. Jan. 1998             |
| 611    | Jamies Erster            | –                       | 10. Feb. 1999            | Good Old Reliable Nathan   | 13. Jan. 1998            |
| 612    | Getrennte Flüge          | –                       | 11. Feb. 1999            | Separate Planes            | 20. Jan. 1998            |
| 613    | Der Seelenklempner       | –                       | 12. Feb. 1999            | Cheating on Sheila         | 24. Feb. 1998            |
| 614    | Sehnsucht nach Mabel     | –                       | 16. Feb. 1999            | Back to Work               | 3. März 1998             |
| 615    | Die zweite Mrs. Buchman  | –                       | 17. Feb. 1999            | The Second Mrs. Buchman    | 17. März 1998            |
| 616    | Die Münze des Schicksals | –                       | 18. Feb. 1999            | The Coin of Destiny        | 24. März 1998            |
| 617    | Sherlock Buchman         | –                       | 19. Feb. 1999            | The Caper                  | 31. März 1998            |
| 618    | Paul, der Kinderschreck  | –                       | 23. Feb. 1999            | The Baby Video             | 14. Apr. 1998            |
| 619    | Der Brand bei Riff’s     | –                       | 24. Feb. 1999            | Fire at Riff’s             | 28. Apr. 1998            |
| 620    | Der Muttertag            | –                       | 25. Feb. 1999            | Mother’s Day               | 5. Mai 1998              |
| 621    | Am Rande des Todes       | –                       | 26. Feb. 1999            | Paul Slips in the Shower   | 12. Mai 1998             |
| 622    | Nat und Arly             | –                       | 2. März 1999             | Nat & Arly                 | 19. Mai 1998             |
| 623    | Nanny gesucht            | –                       | 4. März 1999             | The Finale                 | 26. Mai 1998             |

### Staffel 7
| Nummer | Deutscher Titel                     | Ausstrahlung Österreich | Ausstrahlung Deutschland | Original-Titel                      | Ausstrahlung U.S./Kanada |
| ------ | ----------------------------------- | ----------------------- | ------------------------ | ----------------------------------- | ------------------------ |
| 701    | Die Welt ist blau                   |                         |                          | Season Opener                       |                          |
| 702    | Der Hypochonder                     |                         |                          | A Pain In The Neck                  |                          |
| 703    | Schmerzensgeld                      |                         |                          | Tragedy Plus Time                   |                          |
| 704    | Lockruf der Wildnis                 |                         |                          | There’s A Puma In The Kitchen       |                          |
| 705    | Mundverbot                          |                         |                          | The Silent Show                     |                          |
| 706    | Ein Wochenende in L.A.              |                         |                          | Weekend In L.A.                     |                          |
| 707    | Der Thanksgiving-Krieg              |                         |                          | The Thanksgiving Show               |                          |
| 708    | Die feine englische Art             |                         |                          | The Buried Fight                    |                          |
| 709    | Die Wunderpuppe                     |                         |                          | Farmer Buchman                      |                          |
| 710    | Ira am Abgrund                      |                         |                          | Win A Free Car                      |                          |
| 711    | Flitterwochen                       |                         |                          | The Honeymoon                       |                          |
| 712    | Die Horror-Immobilie                |                         |                          | Valentine's Day                     |                          |
| 713    | Die totale Zukunft II               |                         |                          | Virtual Reality II                  |                          |
| 714    | Der Klassenclown                    |                         |                          | Uncle Phil Goes Back To High School |                          |
| 715    | Herr und Hund                       |                         |                          | Murray At The Dog Show              |                          |
| 716    | Der Retter der Menschheit           |                         |                          | Millennium Bug                      |                          |
| 717    | Getrennt von Tisch und Bett         |                         |                          | Separate Beds                       |                          |
| 718    | Die Autoknacker                     |                         |                          | Stealing Burt’s Car                 |                          |
| 719    | Gute Vorsätze                       |                         |                          | Paved With Good Intentions          |                          |
| 720    | Die Stimme des Blutes               |                         |                          | The Dirty Little Secret             |                          |
| 721    | Wie ich wurde, was ich bin – Teil 1 |                         |                          | The Final Frontier (1)              |                          |
| 722    | Wie ich wurde, was ich bin – Teil 2 |                         |                          | The Final Frontier (2)              |                          |

### Staffel 8
| Nummer | Deutscher Titel | Ausstrahlung Österreich | Ausstrahlung Deutschland | Original-Titel                              | Ausstrahlung U.S./Kanada |
| ------ | --------------- | ----------------------- | ------------------------ | ------------------------------------------- | ------------------------ |
| 801    |                 |                         |                          | The Kid Leaves                              | 20. Nov. 2019            |
| 802    |                 |                         |                          | Restraining Orders and Puppies              | 20. Nov. 2019            |
| 803    |                 |                         |                          | Body Heat                                   | 20. Nov. 2019            |
| 804    |                 |                         |                          | The Toothpick                               | 20. Nov. 2019            |
| 805    |                 |                         |                          | Boundaries and Nakedness                    | 20. Nov. 2019            |
| 806    |                 |                         |                          | Monkeys, Lies and Withholding               | 20. Nov. 2019            |
| 807    |                 |                         |                          | The Will to Live                            | 18. Dez. 2019            |
| 808    |                 |                         |                          | Anderson Cooper and Other Fantasies         | 18. Dez. 2019            |
| 809    |                 |                         |                          | The Cheese Stands Alone                     | 18. Dez. 2019            |
| 810    |                 |                         |                          | Real Estate for Beginners                   | 18. Dez. 2019            |
| 811    |                 |                         |                          | Erotica and Expulsion                       | 18. Dez. 2019            |
| 812    |                 |                         |                          | Happy Birthday, Bon Voyage, Goodbye for Now | 18. Dez. 2019            |

## Auszeichnungen
Die NBC-Serie war mehrfach für den Golden Globe Award und den Primetime Emmy Award nominiert und erhielt einige dieser Auszeichnungen. Es wurden der Serie ein Peabody Award und 1997 der Genesis Award verliehen.
Helen Hunt erhielt 1996 bis 1999 vier Jahre in Folge den Emmy als beste Hauptdarstellerin in einer Comedyserie, nachdem sie für die ersten drei Staffeln jeweils bereits nominiert worden war. Sie erhielt drei Golden Globes und wurde drei weitere Male dafür nominiert. Hunt erhielt drei American Comedy Awards, einen Screen Actors Guild Award und einen People’s Choice Award.

## Bezug zu anderen NBC-Serien
Nennenswert ist eine Nebenrolle der ersten drei Staffeln, sowie in der letzten Folge. Lisa Kudrow mimte eine tollpatschige Kellnerin namens Ursula Buffay, die in dem Lokal arbeitet, in dem Jamie und Paul die meiste ihrer Zeit verbringen, wenn sie nicht in ihrer Wohnung sind. Als Kudrow später am gleichen Abend in der Serie Friends als eine der Hauptfiguren, Phoebe Buffay, auftauchte, machte man Ursula zu ihrer Zwillingsschwester. Helen Hunt (als Jamie) und Leila Kenzle (als Fran) hatten auch in der 16. Episode der ersten Staffel einen Gastauftritt in Friends.
In der achten Folge der ersten Staffel (The Apartment, deutscher Titel: Die Junggesellenbude) hat Michael Richards als Cosmo Kramer aus Seinfeld einen Gastauftritt. Er bewohnt die Junggesellenwohnung von Paul, die jener zum Leidwesen von Jamie noch nicht aufgegeben hat. In einer Szene im Gang vor jener Wohnung fragt Paul Kramer:
Paul: „Hey, was ist aus Jerry geworden, der hier gewohnt hat?“
Kramer: „Der schreibt eine Sitcom für NBC.“
Jerry Seinfeld selbst hat einen Gastauftritt in der 1. Episode der siebten Staffel.
Am 3. November 1994 wurden drei TV-Serien auf dem Sender NBC im Rahmen des Blackout Thursday miteinander verbunden. In der sechsten Folge der dritten Staffel (Pandora’s Box, Die Schwarzseher) wird durch Jamie ein Stromausfall in New York City ausgelöst, dessen Auswirkungen am selben Abend in Ausstrahlungen von Episoden der Serien Friends und Madman of the People zu sehen waren. Die NBC-Serie Seinfeld war an dem Abend nicht an dem Projekt beteiligt.